# Vai-Volta
Vai-Volta é um distrito do município de Tarumirim, em Minas Gerais, Brasil. Durante o século XIX a região foi rota de pedestres e de indígenas Botocudos, que faziam o trajeto entre alguns aldeamentos adjacentes, a partir do início do século XX o local começou a ser definitivamente povoado. O distrito de Vai-Volta conta uma população de aproximadamente 1.200 habitantes, em uma área de 113.22 km², ou seja, 15.48% do território do município de Tarumirim. Seu estabeleciento oficial como distrito se deu pelo Decreto-lei Estadual nº 1.058 de 31/12/1943.

## História
Em meados Século XVII, com o ouro já escasseando nas lavras exploradas em Minas, foi incentivada pelo Governo Mineiro, a busca por faisqueiras mais ricas. E foi nesta procura por novos descobertos que alguns sertanistas deram inicio às atividades de exploração das Minas do Cuieté, principalmente a partir da entrada do paulista Pedro de Camargo Pimentel, considerado o primeiro povoador da região. Em outubro de 1779, o Governador Dom Antonio, além de determinar a divisão das comarcas da Vila Rica, Sabará, Rio das Mortes e Serro Frio, nas partes meridional e setentrional do Vale do Rio Doce, deu novos limites ao Cuieté, que passou a ser chamado de Distrito da Nova Conquista do Cuieté, estes limites abrangiam a região onde atualmente se localiza Vai-Volta, o qual até o momento era habitado por indígenas. O local  passou a ser rota de pedestres e de indígenas Botocudos, que faziam o trajeto entre alguns aldeamentos adjacentes. A partir do final do século XIX e início do século XX começou a ser povoado, até que oficialmente foi estabelecido como distrito em 1943 pelo Decreto-lei Estadual nº 1.058 de 31/12/1943.

## Geografia e demografia
O bioma original predominante na região é a Mata Atlântica. No entanto, a cobertura do solo sofreu considerável alteração devido às intervenções antrópicas. O povoado possui clima tropical (Aw) de acordo com a Classificação climática de Köppen.
O distrito de Vai-Volta conta uma população de aproximadamente 1.200 habitantes, em uma área de 113.22 km², ou seja, 15.48% do território do município de Tarumirim. Possui uma escola municipal, E. M. Ilda Pereira de Lima, e uma estadual, E. E. Pimenta da Veiga.